# Hieracium hoidalicum
Hieracium hoidalicum es una especie de planta con flor del género Hieracium, de la familia Asteraceae, orden Asterales.

## Distribución
Hieracium hoidalicum se distribuye por Islandia y Noruega.

## Taxonomía
Fue descrita científicamente por (Omang) Omang.
Tratamiento taxonómico
La especie aparece registrada y publicada en Skr. Norske Vidensk.-Akad. Oslo, Mat.-Naturvidensk. Kl.